# London Senior Cup
La London Senior Cup è una competizione organizzata dalla London Football Association. Fu vinta per la prima volta dall'Upton Park Football Club nel 1882.

## Vittorie recenti
| Stagione | Vincitori                | Secondo posto            | Risultato finale   |
| -------- | ------------------------ | ------------------------ | ------------------ |
| 1987-88  | Fisher Athletic          | Hampton                  | 2-2, ai rigori 2-1 |
| 1988-89  | Fisher Athletic          | Clapton                  | 1-0                |
| 1989-90  | Welling United           | Boreham Wood             | 2-0                |
| 1990-91  | Haringey Borough         | Walthamstow Pennant      | 1-0                |
| 1991-92  | Hanwell Town             | Croydon Athletic         | 2-2, ai rigori 4-3 |
| 1992-93  | Hanwell Town             | Brimsdown Rovers         | 4-3                |
| 1993-94  | Ford United              | Hanwell Town             | 2-1                |
| 1994-95  | Wingate & Finchley       | Tower Hamlets            | 4-3                |
| 1995-96  | Tottenham Omada          | Kingsbury Town           | 2-1                |
| 1996-97  | Barkingside              | Hillingdon Borough       | 2-0                |
| 1997-98  | Ford United              | Southall                 | 2-0                |
| 1998-99  | Waltham Abbey            | Bedfont                  | 3-2                |
| 1999-00  | Bedfont                  | Erith Town               | 5-1                |
| 2000-01  | Ford United              | Croydon Athletic         | 3-2                |
| 2001-02  | Croydon                  | Dulwich Hamlet           | 2-1                |
| 2002-03  | Bromley                  | Ford United              | 1-0                |
| 2003-04  | Dulwich Hamlet           | Tooting & Mitcham United | 2-0                |
| 2004-05  | Fisher Athletic          | Wingate & Finchley       | 4-0                |
| 2005-06  | Fisher Athletic          | Hendon                   | 3-2                |
| 2006-07  | Tooting & Mitcham United | Bromley                  | 3-2                |
| 2007-08  | Tooting & Mitcham United | Hendon                   | 3-2                |